# Socionica
Socionica este o ramură a psihologiei bazată pe lucrarea lui Carl Jung numită Tipuri Psihologice, teoria lui Freud despre conștient și subconștient și teoria lui Antoni Kępiński despre metabolismul informației. A fost fondată de către cercetătoarea lituaniană Aušra Augustinavičiūtė în 1970, această știință evoluând foarte rapid.
Relațiile dintre oameni pot fi prezise. Așa cred adepții socionicii, o noua teoria psihologică nascută în 1970. Aceste relații iau naștere intre cele 16 tipuri de personalitate, una din care sunteți și Dumneavoastră.
Tipul de personalitate, sau sociotipul, nuî se schimbă nici de la o zi la alta, nici ntr-un an. El nu este determinat nici de educație, nici de nivelul cultural al persoanei respective, nici de profesia sa. El reprezintă modalitatea de schimburi de informație și de acțiuni cu lumea din jur. Fiecare tip are părți tari și slabe, astfel că pentru a fi buni într-o privință plătim cu lipsa de desăvârșire în altă. Reprezentanții aceluiași tip se văd unul pe celălalt ca frați gemeni, deși nu sunt înrudiți prin sange. S-ar putea ca tipul să fie determinat în mod genetic...
În socionică se crede că relațiile interpersonale depind nu atat de educație cat de tipul de personalitate. Cu totul acel, în psihologie exist teorii diferite de relații printre personalități. Mulți psihologi își-închipuie, că caracterul unui om n-are influență pe relațiile: toate depind numai de nivelul cultural și social, educație și profesie etc. Dar chiar printre acei, cine vede-o legătură printre caracterul oamenilor și relațiile lor, puncți de vedere se disting. Nici măcar Socrate nu știa să dea un răspuns sigur la întrebarea: cine îți va fi prietenul cel mai bun, cel cu care te asemeni cel mai mult sau cel cu care te asemeni cel mai puțin? 
Socionica distinge relații dintre tipuri după gradul de confort. Spre exemplu relațiile dintre două tipuri identice nu sunt mereu bune. Deși se înțeleg unul pe celălalt fără cuvinte dar sunt la fel de slabi în fața unor dificultăți identice, adică ajutorul reciproc în cadrul acestei perechi e foarte mic. Totui relațiile dintre două tipuri absolut diferite sunt și mai proaste: ele duc la conflicte constante. Deci care este calea ideală de mijlo? 
Este dualitatea — relația complementară psihologică. Socionica distinge 16 tipuri umane și deci 8 perechi complentare sau duale. Asemenea relații sunt mai stabile la mică distanță, de exemplu într-o familie. 
Principalele domenii de aplicare ale socionicii sunt următoarele: 
- pedagogia - studierea raporturilor dintre dascal și discipol, facilitarea însușirii materialului didactic;
- consultații de familie - consultanță în probleme de căsătorie și divorț, probleme de vârstă;
- consultanță de carieră - orientarea profesională;
- compatibilitățile în cadrul unui colectiv de muncă - strategia de acțiune după constituirea colectivului
- lucrări de știință fundamentală - modelarea matematică, genetica, psihofiziologia, morfologia — parametrii exteriori sociotipurilor
- jocurile psihologice și antrenamentele.